# Monte Cengio
Monte Cengio este un munte aflat pe platoul Asiago, în Alpii Vicentini, în Veneto, nord-estul Italiei. Are o altitudine de 1.354 de metri și se află pe marginea de sud-vest a platoului, pe teritoriul Cogollo del Cengio.
Muntele a fost puternic contestat în timpul Bătăliei de la Asiago din primul război mondial; Brigada Armatei Regale Italiene „Granatieri di Sardegna” s-a remarcat în lupte, suferind pierderi însemnate. Peste 10.000 de soldați au fost uciși, răniți sau dispăruți pe Monte Cengio între mai și iunie 1916. Un pinten stâncos cu vedere către o râpă, în apropierea vârfului muntelui, a devenit cunoscut sub numele de salto del granatiere („săritul grenadierului”) după ce niște soldați grenadieri, care fuseseră încercuiți și care rămăseseră fără muniție, au actionat eroic și i-au prins pe unii dintre atacatorii austro-ungari și a sărit de pe stâncă împreună cu ei. În 1967, Monte Cengio a fost declarat „sacru pentru Patrie” și a fost proclamat zonă monumentală. Galeriile și potecile de acolo fac parte din zona monumentală și sunt vizitate de drumeți.